# Вдовин, Валентин Степанович
Валентин Степанович Вдовин (1 января 1935, Кумылженская, Сталинградский край — 24 июля 2012, РСФСР, СССР — 24 июля 2012, Йошкар-Ола, Марий Эл, Россия)  — советский хозяйственный, государственный и политический деятель. Депутат Верховного Совета СССР 9-го и 10-го созывов (1974—1984). Заслуженный работник сельского хозяйства Российской Федерации (1995). Кавалер ордена Ленина (1973).

## Биография
Родился 1 января 1935 года в станице Кумылженская ныне Волгоградской области в семье служащего. Член КПСС.
В 1958 году окончил Сталинградский сельскохозяйственный институт.
С 1958 года — на хозяйственной, общественной и политической работе. В 1958—2006 гг. — заведующий машинно-тракторной мастерской Кротовской МТС, главный инженер колхоза им. М. Калинина Тюменской области, с 1961 года — инженер-инспектор Оршанского регионального объединения «Сельхозтехника», главный инженер, заместитель директора Марийской сельхозопытной станции, директор совхоза «Шойбулакский»/ЗАО «Племзавод „Шойбулакский“».
Избирался депутатом Верховного Совета СССР 9-го и 10-го созывов (1974—1984), депутатом Верховного Совета Марийской АССР XII созыва (1990—1993) и Государственного Собрания Марий Эл III созыва (2000—2004).
Скончался 24 июля 2012 года в Йошкар-Оле. Похоронен на кладбище д. Крутой Овраг Медведевского района Марий Эл.

## Звания и награды
- Заслуженный работник сельского хозяйства Российской Федерации (1995)[1][2]
- Заслуженный механизатор сельского хозяйства Марийской АССР (1970)[1][2]
- Орден Ленина (1973)[1][2]
- Орден Октябрьской Революции (1976)[1][2]
- Орден Трудового Красного Знамени (1971)[1][2]
- Медаль «В ознаменование 100-летия со дня рождения Владимира Ильича Ленина» (1970)
- Почётная грамота Президиума Верховного Совета Марийской АССР (1977, 1984)[1][2]

## Память
В сентябре 2023 года Собранием депутатов г. Йошкар-Олы было принято решение об установке мемориальной доски заслуженному работнику сельского хозяйства России, общественному деятелю В. С. Вдовину.